# Rennes (Adelsgeschlecht)
Rennes ist die Familie der Grafen von Rennes, Herzöge von Bretagne (in Rivalität zum Haus Cornouaille) und der Grafen von Penthièvre vom 9. bis zum Ende des 12. Jahrhunderts.

## Erste Herzöge von Bretagne
1. NN
  1. Nominoë († 8. Juni/22. August 851), 826 Herzog von Bretagne
    1. Erispoë († ermordet 2./12. September 857), 851 Herzog von Bretagne
      1.  ? Tochter; ⚭ Gurvand († 877), 874 Herzog von Bretagne
        1. Judicael (X 1. August/8. November 888), Graf von Rennes, 877 Herzog von Bretagne
        2. Tochter; ⚭ Berengar, Graf, wohl Graf von Bayeux 889/vor 931 – Nachkommen siehe unten

  2.  ? NN
    1. Salomon, Vetter Erispoës († ermordet 874), 857 Herzog von Bretagne,
      1. Tochter; ⚭ Pasquitan, Graf von Vannes, 874/876–877 Herzog von Bretagne, (Haus Cornouaille)

## Haus Rennes
1. Berengar von Bayeux (889/vor 931 bezeugt); ⚭ NN, Tochter von Gurvand, Herzog von Bretagne – Vorfahren siehe oben
  1. Judicael Berengar (931 bezeugt; † wohl 970), Graf von Rennes; ⚭ Gerberge
    1. Conan I. le Tort (X 27. Juni 992), 990 Herzog von Bretagne; ⚭ 973 Ermengarde von Anjou, Tochter von Gottfried I. „Geoffroy I.“, Graf von Anjou
      1. Gottfried I. „Geoffroy I.“ (* wohl 980; † 20. November 1008), 992 Herzog von Bretagne; ⚭ 996 Hawise von Normandie († 21. Februar 1034), Tochter des Herzogs Richard I., (Rolloniden)
        1. Alain III. (* wohl 997; † vergiftet 1. Oktober 1040), 1008 Herzog von Bretagne; ⚭ 1018 Bertha von Blois († 11./13. Mai 1085), Tochter des Grafen Odo II. „Eudes II.“ (Haus Blois), heiratete in zweiter Ehe nach 14. Mai 1046 Hugo IV. „Hugues IV.“, Graf von Maine († 26. März 1051), (Zweites Haus Maine)
          1. Conan II. († 11. Dezember 1066), 1040 bzw. 1057 Herzog von Bretagne
          2. Havise († 1072), Erbin der Bretagne; ⚭ 1066 Hoel V. († 13. April 1084), 1054 Graf von Cornouaille, Léon und Nantes, (Haus Cornouaille)

        2. Evenus „Linzoel“ (* wohl 997/998; † nach 1037)
        3. Odo I. „Eudes I.“ († 1062), 1040–1062 Mitregent in Bretagne, 1034 Graf von Penthièvre; ⚭ Agnes von Cornouaille, Tochter des Grafen Alain Cagniart, (Haus Cornouaille) – Nachkommen siehe unten
        4. Adele, erste Äbtissin der Abtei Saint-Georges in Rennes

      2. Judith (* 982; † 16. Juni 1017); ⚭ 1000 Richard II., Herzog von Normandie († 28. August 1027), (Rolloniden)
      3. Judicael († 1037), Graf von Porhoet
      4. Hurnod

  2. Poppa; ⚭ Rollo († 933), 911–928 Graf von Normandie, (Rolloniden)
  3.  ? Méen I. de Rennes, † 1020, Herr von Fougères, siehe Haus Fougères

## Haus Penthièvre
1. Odo I. „Eudes I.“ († 1062), 1040–1062 Mitregent in Bretagne, 1034 Graf von Penthièvre; ⚭ Agnes von Cornouaille, Tochter des Grafen Alain Cagniart, (Haus Cornouaille) – Vorfahren siehe oben
  1. Gottfried I. „Geoffroy I. Botterel“ († 24. August 1093), 1079 Graf von Penthièvre
    1. Odo „Eudes“ († 1095), Graf von Porhoet

  2. Stephan I. „Étienne I.“ († 1137), 1079 Graf von Tréguier und Lamballe; ⚭ Havise von Guingamp
    1. Gottfried II. „Geoffroy II. Botterel“ († 1148), 1125 Graf von Penthièvre
      1. Rivallon († wohl 1162), Graf von Penthièvre
        1. Stephan II. „Étienne II.“ († 1164), Graf von Penthièvre
        2. Gottfried III. „Geoffroy III. Botterel“ († 1177), 1164 Graf von Penthièvre

    2. Alain II. le Noir „der Schwarze“ († 15. September 1146), 1127 Earl of Richmond, Herr von Guingamp; ⚭ um 1137 Bertha (Berthe) von Cornouaille, Erbin von Bretagne († 1158/64), Tochter des Herzogs Conan III. der Dicke (Haus Cornouaille), heiratete in zweiter Ehe 1147 Vizegraf Odo von Porhoet, 1148–1156 Herzog von Bretagne
      1. Conan IV. der Kleine (* wohl 1138; † 20. Februar 1171), 1156 Herzog von Bretagne, 1166 abgesetzt; ⚭ 1160 Margarete von Schottland († 1201), Tochter des Henry, Earl of Huntingdon, heiratete in zweiter Ehe vor Ostern 1171 Humphrey de Bohun, Konstabler von England († 1181)
        1. Konstanze „Constance“ (* wohl 1161; † 4. September 1201), Herzogin von Bretagne; ⚭ I Juni 1181 Gottfried (Geoffroy) Plantagenet (* 23. September 1158; † 19. August 1186), 1166–1186 Herzog von Bretagne, Earl of Richmond, Sohn des englischen Königs Heinrich II., (Plantagenet); ⚭ II 3. Februar 1188, geschieden, Ranulph de Blondeville, 4. Earl of Chester, (Haus Conteville); ⚭ III 1199 Guido von Thouars „Guy“ († 13. April 1213), 1203 Herzog von Bretagne, (Haus Thouars)

      2. Konstanze „Constance“ († nach 23. Juni 1184); ⚭ Alain III., Vizegraf von Rohan († wohl 1195), (Haus Rohan)
      3. Enoguen († wohl 1187), wohl 1171 Äbtissin von Saint-Sulpice in Rennes

    3. Agnorie; ⚭ 1135 Olivier II. von Dinan († 1155/56)
    4. Heinrich „Henri“ († 1190), Graf von Tréguier, Graf von Guingamp; ⚭ 19. September 1151 Mathilde von Vendôme, Tochter des Grafen Johann I. (Jean I.), (Haus Preuilly)
      1. Heinrich „Henri“ († klein)
      2. Alain I. († 29. Dezember 1212), Graf von Tréguier, Penthièvre, Guingamp und Avaugour; ⚭ I Petronilla von Beaumont, Tochter des Vizegrafen Richard I.; ⚭ II Adelheid
        1. Heinrich II. „Henri II.“ († 6. Oktober 1231, geistlich zu Dinan), 1211 Graf von Penthièvre und Avaugour; ⚭ Margarete (Marguerite) von Mayenne, Tochter von Juhel (Haus Mayenne) und Gervaise von Dinan
          1. Alain II. von Avaugour (* vor 1235; † vor 1267), Baron von Mayenne, Vizegraf von Dinan; ⚭ Clementia „Clémence“ von Dinan – Nachkommen siehe Avaugour
          2. Juhel, Herr von Kergrois; ⚭ Katharina (Cathérine) von Léon, Tochter von Hervé III., Herr von Châteauneuf – Nachkommen
          3. Heinrich „Henri“, Herr von Goëllo; ⚭ Phelipe von Rohan, Tochter Alain V. de Rohan, Vizegraf von Rohan, (Haus Rohan)
          4. Marie

        2. Gottfried „Geoffroy“ († nach 1202), Herr von Quintin – Nachkommen

      3. Stephan „Étienne“
      4. Conan von La Roche-Derrien († nach 1202)
        1. Alain († nach 1237)
        2. Plaiseu (unehelich), († nach 1269); ⚭ Olivier I., Herr von Clisson

      5. NN Tochter; ⚭ Conan I. der Kurze von Léon († 1217)

    5. Olive; ⚭ I. Heinrich I. „Henri I.“ von Fougères († 1154) (Haus Fougères); ⚭ II Wilhelm „Guillaume“ von Saint-Jean

  3. Alain der Rote († 1089), Herr von Richmond
  4. Alain der Schwarze († 1098), Herr von Richmond
  5. Derrien, Herr von La Roche-Derrien – Nachkommen
  6. Tihern (Briand), Herr von Biré – Nachkommen